# بريد مباشر

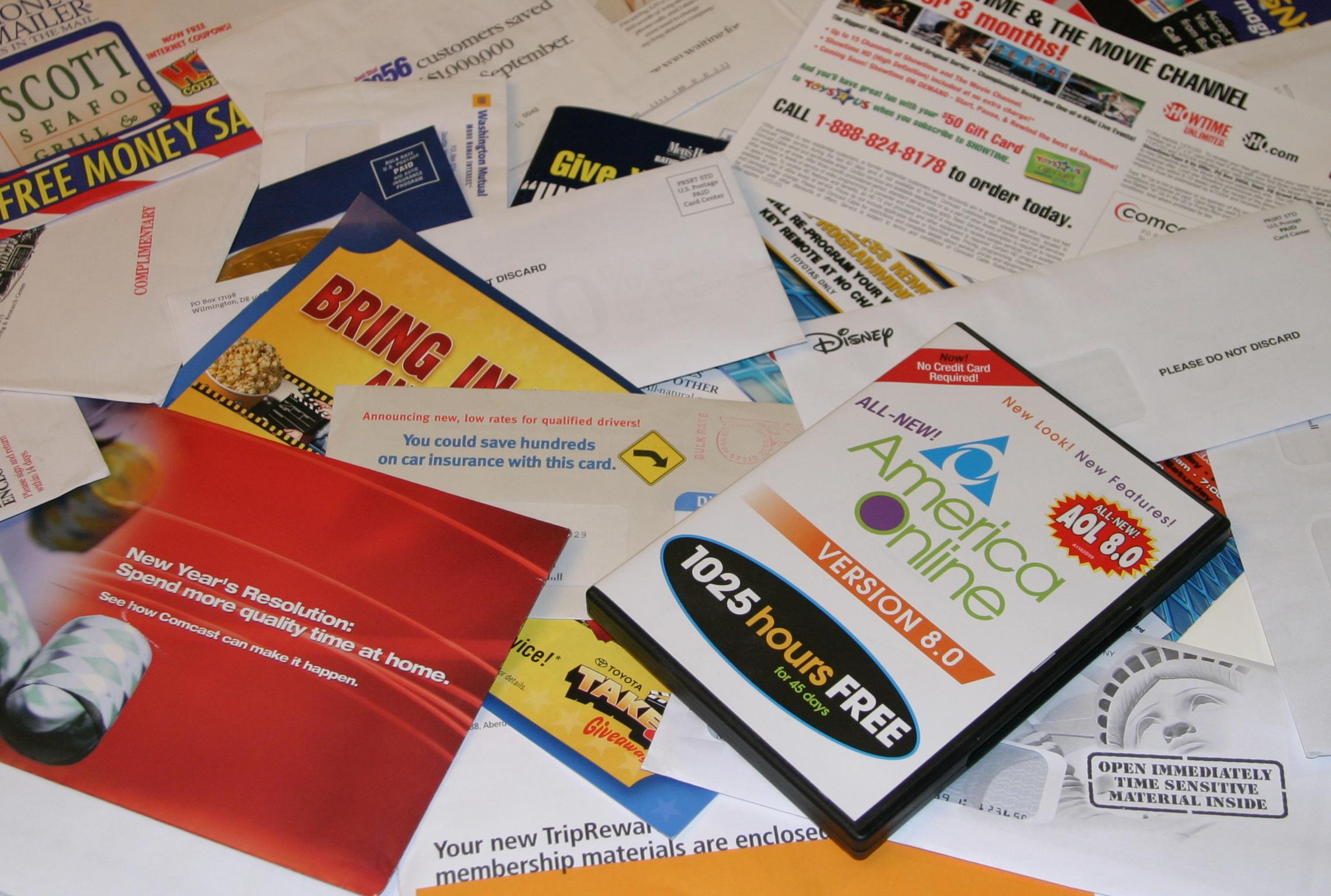

بريد الاعلانات والمعروف ايضاً باسم «البريد المباشر» (حسب المرسلين به)، و«البريد غير المرغوب به» (حسب المتلقين)، وهو خدمة إيصال المواد الإعلانية للمستفيدين عن طريق البريد العادي.
وتسليم بريد الاعلانات يشكل خدمة كبيرة ومتنامية للكثير من الخدمات البريدية، والتسويق المباشر الإلكتروني تشكل جزءاً كبيراً من صناعة التسويق المباشر. تحاول بعض المنظمات مساعدة الناس في اختيار عدم تلقي بريد الاعلانات، في كثير من الحالات بدافع القلق من المشاكل البيئية.

## روابط خارجية
- Direct Marketing Association (DMA) Junk Mail Opt-Out
- Modes of Delivery and Customer Engagement with Advertising Mail الخدمة البريدية للولايات المتحدة
- Privacy Rights Clearinghouse Fact Sheet explaining Junk Mail--where it comes from and what can be done to reduce the amount of it
- Stop junk mail, stop catalogs with 41pounds.org